# Басс, Джерри
Джеральд Хаттен «Джерри» Басс (англ. Gerald Hatten "Jerry" Buss; 27 января 1933 года, Солт-Лейк-Сити, штат Юта — 18 февраля 2013 года, Лос-Анджелес, штат Калифорния) — американский предприниматель. Он был основным владельцем профессиональной баскетбольной команды Национальной баскетбольной ассоциации «Лос-Анджелес Лейкерс», а также нескольких других спортивных клубов в южной Калифорнии. 13 августа 2010 года введён в Зал славы баскетбола в качестве бизнесмена, который сделал значительный вклад в развитие баскетбола.

## Биография
Родился 27 января 1933 года в Солт-Лейк-Сити (штат Юта, США).
В 1953 году Басс получил степень бакалавра в Университете Вайоминга. После чего он переехал в Лос-Анджелес и поступил в Университет Южной Калифорнии, где получил степень магистра и доктора философии по химии в возрасте 24 лет. После получения степени стал работать химиком в Горном бюро США, позже немного работал в аэрокосмической области. Позже стал заниматься на рынке недвижимости, где смог заработать достаточно денег, чтобы продолжить преподавательскую деятельность. Его первой инвестицией были 1000 долларов в строительство жилых зданий в западном Лос-Анджелесе. Достигнув успеха в торговле недвижимостью он полностью посвятил себя этому делу. В 1979 году Джерри купил у Мэри Пикфорд Pickfair Mansion в Беверли Хиллс. Он также был совладельцем компании Mariani-Buss Associates с Фрэнком Мариани.
Умер 18 февраля 2013 года.

## Спортивный бизнес
Басс является владельцем World TeamTennis. Он также купил команды «Лос-Анджелес Лейкерс» из НБА и «Лос-Анджелес Кингз» из НХЛ, спортивную арену «Форум» и большое ранчо у Джека Кента Кука в 1979 году. Сделка ценой в 67,5 млн долларов стала самой большой сделкой в спорте в то время. Позже, Басс продал «Кингз». Он договорился с Great Western Bank о правах на название «Форума», после чего арена стала называться «Great Western Forum».
Когда была основана WNBA, Басс решил создать команду в Лос-Анджелесе — «Лос-Анджелес Спаркс». Позже все три его команды переехали в новую арену «Стэйплс-центр», который открылся в 1999 году. Частью сделки о переезде «Лейкерс» в «Стэйплс-центр» была продажа Бассом «Форума».
В 2006 году Басс продал «Спаркс». Басс также был владельцем «Лос-Анджелес Лэйзерс» из Главной футбольной лиги в закрытых помещениях. В 1989 году эта команда была расформирована, за 3 года до закрытия лиги.
За свои заслуги Басс был удостоен звезды на Голливудской «Аллее славы»

## Семья
- Экс-супруга — Джоан Мюллер (дети: Джонни (1957), Джим (1960), Джини (1961) и Джени (1964))
- Супруга — Карен Демел (дети: Джоуи (1985) и Джесси (1988))